# Orahovice, Bileća
Orahovice so naselje v občini Bileća, Bosna in Hercegovina.

## Deli naselja
Baba, Orahovice in Surdup.

## Prebivalstvo
| Pregled števila prebivalcev po letih | Pregled števila prebivalcev po letih | Pregled števila prebivalcev po letih | Pregled števila prebivalcev po letih | Pregled števila prebivalcev po letih | Pregled števila prebivalcev po letih |
| ------------------------------------ | ------------------------------------ | ------------------------------------ | ------------------------------------ | ------------------------------------ | ------------------------------------ |
| 1948                                 | 1953                                 | 1961                                 | 1971                                 | 1981                                 | 1991                                 |
| -                                    | -                                    | -                                    | 149                                  | 92                                   | 71                                   |

| Narodna sestava prebivalstva po letih                                                                                        | Narodna sestava prebivalstva po letih                                                                                    | Narodna sestava prebivalstva po letih                                                                                     |
| --- | --- | --- |
| 1971 | 1981 | 1991 |
| . skupaj: 149 Muslimani 132 (88,59 %) Srbi 17 (11,40 %) Hrvati 0 (0,00 %) Jugoslovani 0 (0,00 %) drugi in neznano 0 (0,00 %) | . skupaj: 92 Muslimani 86 (93,47 %) Srbi 6 (6,52 %) Hrvati 0 (0,00 %) Jugoslovani 0 (0,00 %) drugi in neznano 0 (0,00 %) | . skupaj: 71 Muslimani 62 (87,32 %) Srbi 9 (12,67 %) Hrvati 0 (0,00 %) Jugoslovani 0 (0,00 %) drugi in neznano 0 (0,00 %) |